# Josef Eisenmeier

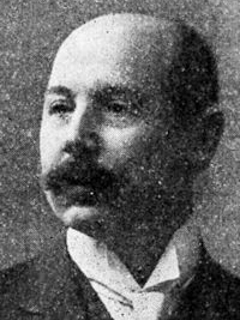
Josef Eisenmeyer (1910)

Josef Damian Eisenmeier (* 20. Dezember 1871 in Wscherau; † 24. Mai 1926 in Prag) war ein tschechisch-österreichischer Philosoph, Psychologe, Hochschullehrer, Philologe und Schriftsteller.

## Leben
Er wurde in dem in Westböhmen als Sohn von Josef Eisenmeier und Anna, geb. Slavíková, geboren. Nach dem Abitur studierte er an der Philosophischen Fakultät der Karls-Ferdinand-Universität Deutsch, Mathematik, Physik und Philosophie, letztere bei dem Schweizer Anton Marty. Nach der Promotion zum Dr. phil. 1898 trat er in die Universitätsbibliothek in Prag ein, wo er bis 1920 als Bibliothekar arbeitete. Im Jahr 1905 habilitierte er sich mit Untersuchungen zur Helligkeitsfrage in Psychologie, 1922 wurde er außerordentlicher und 1926 ordentlicher Professor für Philosophie und Psychologie am deutschen Teil der Karls-Ferdinand-Universität in Prag.
Er war Mitglied des Deutschen Philosophenkreises um die böhmische Intellektuelle Berta Fantová. Die Teilnehmer bekannten sich zu den Lehren des österreichischen Philosophen Franz Brentano und trafen sich ab 1902 regelmäßig im Café Louvre in Prag. Zu den Mitgliedern dieser Gruppe gehörten Max Brod, Franz Kafka, Alfred Kastil, Oskar Kraus und weitere tschechisch-deutsche Intellektuelle.

## Werk
Er war ein Anhänger der Lehren von Ernst Mach in Bezug auf die Physiologie und Sinnespsychologie und beschäftigte sich insbesondere mit den psychologischen Implikationen der Sprachphilosophie von Anton Marty. Gemeinsam mit Alfred Kastil und Oskar Kraus gab er dessen gesammelte Werke posthum heraus. Er interpretierte die Psychologie als Noetik und zeigte sowohl die Beziehungen der Sprache zu mentalen Erscheinungen als auch die Verbindungen der Psychologie als Wissenschaft des menschlichen Denkens zu anderen empirischen Erkenntnissen auf. In seinen Forschungen über den Inhalt und die Grenzen des Bewusstseins kam er mit der Phänomenologie von Edmund Husserl in Verbindung. Er gehörte zu den Vertretern der zweiten Generation der sogenannten „Prager Brentanianer“ (d. h. der Schüler von Franz Brentano). Als Anhänger des Darwinismus und Mendelismus pflegte er freundschaftliche Beziehungen zu seinen tschechischen Kollegen, insbesondere zu Emanuel Rádl und dessen Schülern.

## Publikationen (Auswahl)
Monografien
- Untersuchungen zur Helligkeitsfrage. Verlag von Max Niemeyer, Halle 1905.
- Rudolf Dittler: Über das erste positive Nachbild nach kurzdauernder Reizung des Sehorganes mittels bewegter Lichtquelle. In: Pflügers Archiv – European Journal of Physiology, 1909, 126 (11–12), S. 610–647.
- Moderne Naturbetrachtung. Verlag des Vereines zur Verbreitung gemeinnützlicher Kenntnisse, Prag, zugleich: J. G. Calve, Altstadt 1913.
- Josef Eisenmeyer: Die Psychologie und ihre zentrale Stellung in der Philosophie. Max Niemeyer Verlag, Halle a. S. 1914.
- Der Völkerhaß. Verlag des Vereines zur Verbreitung gemeinnützlicher Kenntnisse, Prag 1916.
- Volksbücherei und Volksbildung. Verlag des Vereines zur Verbreitung gemeinnützlicher Kenntnisse, Prag, zugleich Sudetendeutscher Verlag Franz Kraus, Reichenberg 1920.
- Hranice našeho poznání (dt. Die Grenzen unseres Wissens). Verlag B. Kočí, 1923.
- Die Möglichkeit bekenntnisfreier sittlicher Erziehung und deren psychologische Grundlagen.
- Naturkenntnis und Sittlichkeit. Schriften der Deutschen Gesellschaft für sittliche Erziehung. J. G. Calwe, Prag 1924.
- mit Anton Marty: Raum und Zeit. Reprint Legare Street Press, 2022, ISBN 978-1-01-854198-3.

Herausgeberwerke
- mit Alfred Kastil; Oskar Kraus: Anton Marty. Gesammelte Schriften. Max Niemeyer, Halle 1916.